# Kolekcjoner (film 2012)
Kolekcjoner (ang. The Collection) – amerykański horror z 2012 roku w reżyserii Marcusa Dunstana. Wyprodukowany przez Freestyle Releasing i LD Entertainment.
Światowa premiera filmu miała miejsce 21 września 2012 roku podczas Festiwalu Filmowego Austin Fantastic Fest w Teksasie. W Polsce premiera filmu odbyła się 11 stycznia 2013 roku.

## Opis fabuły
Elena (Emma Fitzpatrick), córka milionera, dzięki znajomym trafia do klubu tylko dla wtajemniczonych. W tłumie bawiących się osób wypatruje ją psychopata zwany Kolekcjonerem. Seryjny morderca porywa dziewczynę z imprezy i zabija pozostałe osoby. Zamyka ją w hotelu przebudowanym w pełen śmiertelnie niebezpiecznych pułapek labirynt. Ojciec Eleny błaga o pomoc w jej odnalezieniu Arkina (Josh Stewart), który jako jedyny uciekł kiedyś Kolekcjonerowi. Mężczyzna spróbuje również uratować inną ofiarę sadysty, Paz (Shannon Kane).

## Obsada
- Josh Stewart jako Arkin O'Brien
- Lee Tergesen jako Lucello
- Christopher McDonald jako pan Peters
- Emma Fitzpatrick jako Elena Peters
- Courtney Lauren Cumming jako młoda Elena
- Randall Archer jako Kolekcjoner
- Shannon Kane jako Paz
- Andre Royo jako Wally
- Tim Griffin jako Dre
- William Peltz jako Brian
- Erin Way jako Abby
- Eaddy Mays jako Lynne
- Michael Nardelli jako Josh
- Justin Mortelliti jako Zack
- Navi Rawat jako Lisa
- Johanna Braddy jako Missy Solomon